# Steve Passmore
Steve Passmore (* 29. Januar 1973 in Thunder Bay, Ontario) ist ein ehemaliger kanadischer Eishockeytorwart, der in der National Hockey League für die Edmonton Oilers, die Chicago Blackhawks und die Los Angeles Kings spielte. In der Deutschen Eishockey Liga war er für die Adler Mannheim aktiv.

## Karriere
Der 1,75 m große Goalie begann seine Karriere bei verschiedenen Teams in der kanadischen Top-Juniorenliga WHL, bevor er beim NHL Entry Draft 1992 als 196. in der neunten Runde von den Nordiques de Québec ausgewählt (gedraftet) wurde.
Allerdings stand er niemals in der NHL für die Nordiques zwischen den Pfosten, da er zuvor im Tausch für Brad Werenka zu den Edmonton Oilers transferiert wurde. Von den Kanadiern wurde der Linksfänger zunächst bei verschiedenen Farmteams in der American Hockey League eingesetzt, bevor er in der Saison 1998/99 zum ersten Mal für die Oilers auf dem Eis stand. Zur folgenden Spielzeit wechselte Passmore als Free Agent zu den Chicago Blackhawks, für die er in fünf Jahren 73 Spiele absolvierte. Zum Stammtorhüter avancierte der Kanadier in Chicago allerdings nie, was er auch während seiner Zeit bei den Los Angeles Kings, für die er während der Spielzeit 2000/01 einige Spiele absolvierte, nicht schaffen konnte.
2004 unterschrieb Steve Passmore einen Vertrag bei Adler Mannheim, als Back-up-Goalie von Cristobal Huet brachte er es dabei auf 36 Partien in einer Saison. Weitere Stationen bis zu seinem Karriereende nach der Spielzeit 2006/07 waren Jokerit Helsinki aus der finnischen SM-liiga, die San Antonio Rampage aus der AHL, die EC Graz 99ers aus der österreichischen Eishockey-Bundesliga sowie der HC Milano Vipers aus der italienischen Serie A1.
Passmore ist in Vancouver Mitinhaber einer Restaurantkette. Einer seiner Geschäftspartner ist der American-Football-Spieler Mitch Berger.

## Erfolge und Auszeichnungen
| - 1993 WHL West First All-Star Team - 1994 WHL West First All-Star Team - 1994 WHL Playoff MVP | - 1997 Fred T. Hunt Memorial Award - 1999 AHL All-Star Classic - 1999 AHL Second All-Star Team |